# Лаймстоун (окръг, Алабама)
Окръг Лаймстоун (на английски: Limestone County) е окръг в щата Алабама, Съединени американски щати. Площта му е 1572 km², а населението – 103 570 души (1 април 2020). Административен център е град Атънс. В превод от английски Limestone означава варовик, а Athens – Атина.